# Perforació

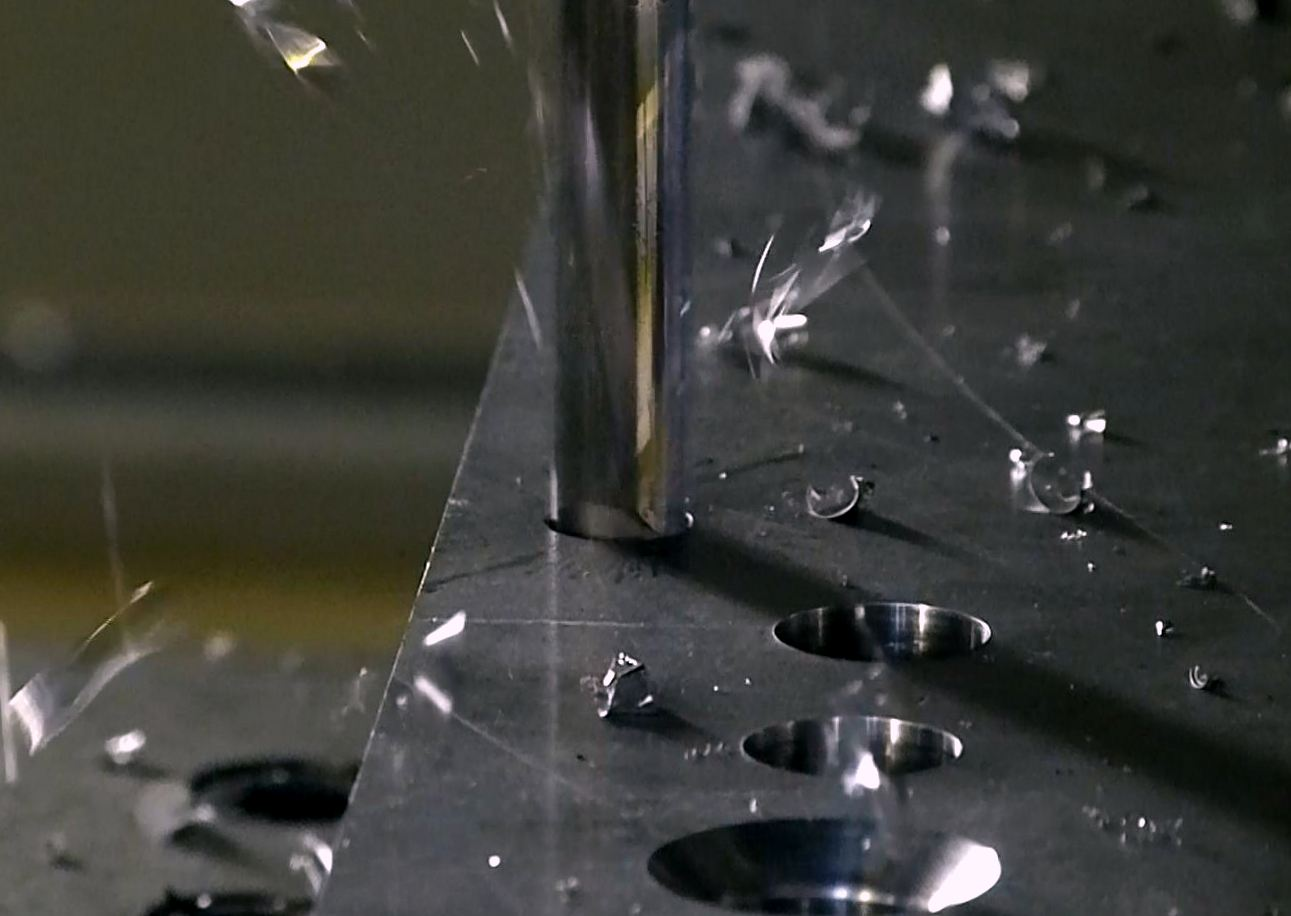
Perforació de titani

La perforació és un procés de tall que utilitza una broca per fer un forat de secció transversal circular en materials sòlids. La broca sol ser una eina de tall rotativa, sovint multipunt. La broca es pressiona contra la peça de treball i es gira a velocitats de centenars a milers de revolucions per minut. Això força el tall contra la peça de treball, tallant encenalls (encenalls) del forat mentre es perfora.
En la perforació de roques, el forat no es fa normalment mitjançant un moviment de tall circular, tot i que la broca normalment gira. En lloc d'això, el forat es fa generalment col·locant una broca al forat amb moviments curts repetits ràpidament. L'acció de martell es pot dur a terme des de fora del forat (trepant de martell superior) o dins del forat (trepant de fons del forat, DTH). Els trepants utilitzats per a la perforació horitzontal s'anomenen broques de deriva.
En casos rars, s'utilitzen bits amb forma especial per tallar forats de secció transversal no circular; com una secció transversal quadrada.
Els forats perforats es caracteritzen per la seva vora afilada al costat d'entrada i la presència de rebaves al costat de sortida (tret que s'hagin eliminat). A més, l'interior del forat sol tenir marques d'alimentació helicoïdal.
La perforació pot afectar les propietats mecàniques de la peça creant tensions residuals baixes al voltant de l'obertura del forat i una capa molt fina de material molt tensat i alterat a la superfície acabada de formar. Això fa que la peça de treball sigui més susceptible a la corrosió i la propagació d'esquerdes a la superfície tensada. Es pot fer una operació d'acabat per evitar aquestes condicions perjudicials.
Per a les broques estriades, qualsevol encenall s'elimina mitjançant les flautes. Els xips poden formar espirals llargues o petites escates, depenent del material i dels paràmetres del procés. El tipus d'encenalls formats poden ser un indicador de la mecanització del material, amb encenalls llargs que suggereixen una bona mecanització del material.
Quan sigui possible, els forats s'han de situar perpendicularment a la superfície de la peça. Això minimitza la tendència de la broca a "caminar", és a dir, a desviar -se de la línia central prevista del forat, fent que el forat estigui fora de lloc. Com més gran sigui la relació longitud-diàmetre de la broca, més tendència a caminar. La tendència a caminar també es veu anticipada de diverses altres maneres, que inclouen:

## Procés
Els forats foradats es caracteritzen per la vora afilada al costat d'entrada i per la presència de rebaves al costat de sortida (llevat que s'hagin eliminat). A més, l'interior del forat sol tenir marques d'avenç helicoïdal.
La perforació pot afectar les propietats mecàniques de la peça creant baixes tensions residuals al voltant de l'obertura de l'orifici i una capa molt fina de material altament pertorbat a la superfície acabada de formar. Això fa que la peça sigui més susceptible a la corrosió ia la propagació d'esquerdes a la superfície estressada.
Es pot fer una operació d'acabat per evitar aquestes condicions perjudicials.
A les broques acanalades, els encenalls s'eliminen a través de les flautes. Els encenalls poden formar espirals llargues o petites escates, depenent del material i dels paràmetres del procés. El tipus d'encenalls formats pot ser un indicador de la maquinabilitat del material, amb encenalls llargs que suggereixen una bona maquinabilitat del material.
En la mesura que sigui possible, els forats perforats s'han de situar perpendicularment a la superfície de la peça. Això minimitza la tendència de la broca a “desplaçar-se”, és a dir, a desviar-se de la línia central de la perforació, provocant que el forat es desviï. Com més gran sigui la relació longitud/diàmetre de la broca, més gran serà la tendència a desplaçar-se. La tendència a desplaçar-se també es preveu de diverses altres maneres, que inclouen:
- Establint una marca o característica de centrat abans de perforar, com per exemple:
  - Fundició, emmotllament, o forjat una marca a la peça de treball.
  - Punxonat central
  - Trepant puntual, (és a dir, trepant central)
  - Revestiment puntual, que és la mecanització d'una zona determinada en una peça de fosa o forja per establir una cara localitzada amb precisió en una superfície que altrament seria aspra.
- Limitant la posició de la broca mitjançant una plantilla de perforació amb casquet de perforació.

L'acabat superficial produït pel foradat pot oscil·lar entre 32 i 500 micropolzades. Els talls d'acabat generaran superfícies properes a les 32 micropolzades i els de desbast estaran prop de les 500 micropolzades.
Normalment s'utilitza fluid de tall per refrigerar la broca, augmentar la vida útil de l'eina, incrementar les velocitats i avenços, augmentar l'acabat superficial i ajudar a expulsar els encenalls. L'aplicació d'aquests fluids se sol fer inundant la peça amb refrigerant i lubricant o aplicant una boira de polvorització.
A l'hora de decidir quina broca/es utilitzar, és important tenir en compte la tasca que es farà i avaluar quina broca seria la més adequada per dur-la a terme. Hi ha una varietat d'estils de trepant que cadascú serveix per a un propòsit diferent. El trepant de subterra és capaç de perforar més d'un diàmetre. La broca de pala s'utilitza per perforar orificis més grans. La broca indexable és útil per gestionar els encenalls.

### Perforació puntual
El propòsit del foradat puntual és perforar un forat que servirà de guia per a la perforació del forat final. L'orifici només es perfora parcialment a la peça perquè només s'utilitza per guiar l'inici del següent procés de perforació.

### Perforació central
La broca de centre és una eina de dues estries que consisteix en una broca helicoïdal amb un avellanat de 60°; s'utilitza per foradar forats centrals avellanats en una peça de treball que es muntarà entre centres per a tornejament o rectificat.

### Perforació de forats profunds

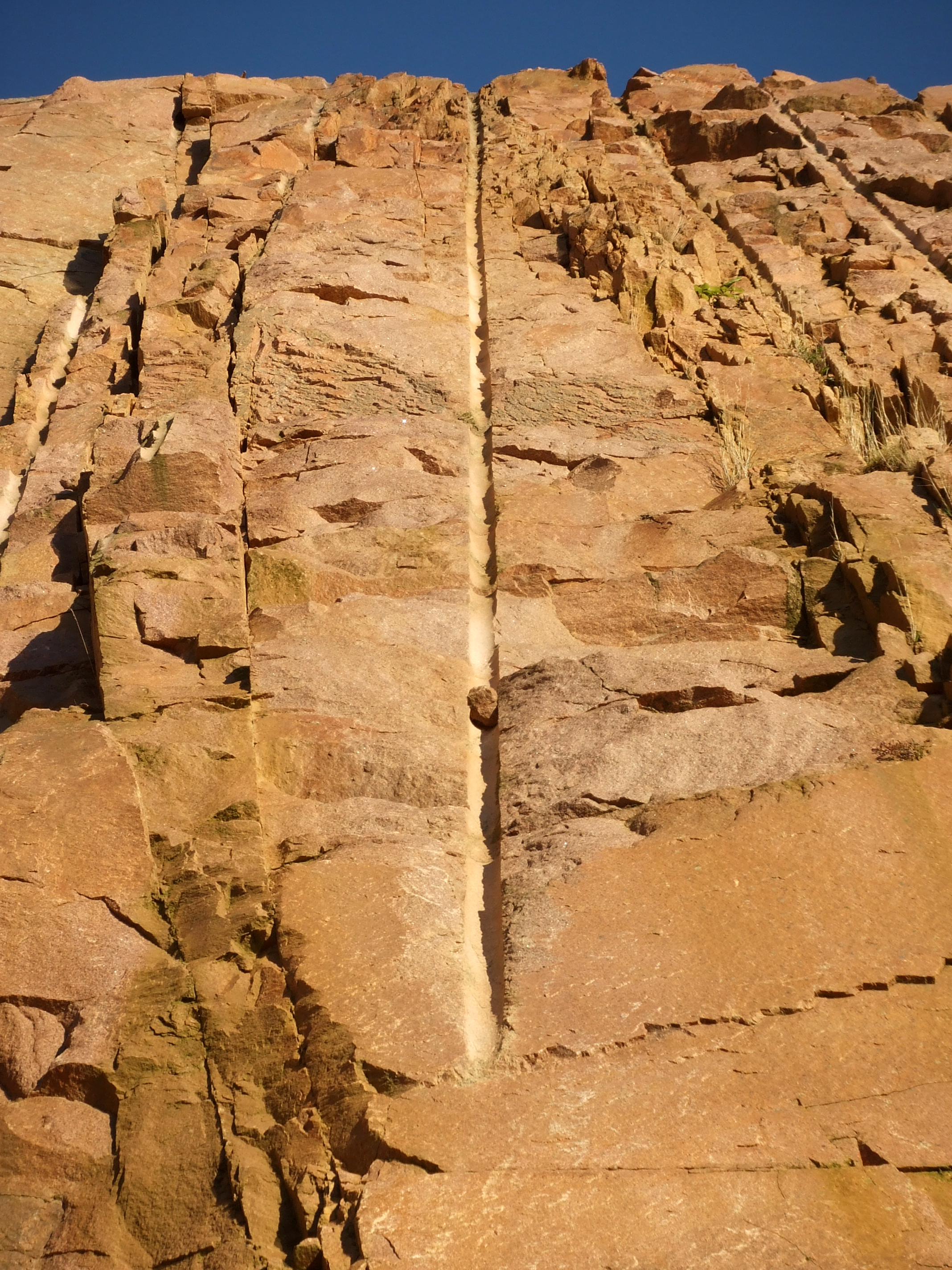
Forat de diversos metres de llarg, perforat en granit.

El trepatge de forats profunds es defineix com la perforació d'un forat de profunditat superior a deu vegades el diàmetre del forat. Aquest tipus de forats requereix un equip especial per mantenir la rectitud i les toleràncies. Altres consideracions són la rodonesa i l'acabat superficial.
El foradat de forats profunds es pot aconseguir generalment amb uns pocs mètodes d'utillatge, normalment foradat amb pistola o foradat BTA. Aquests es diferencien pel mètode d'entrada de refrigerant (intern o extern) i el mètode d'eliminació de la ferritja (intern o extern). L'ús de mètodes com l'eina giratòria i la peça de treball contrarotant són tècniques comunes per assolir les toleràncies de rectitud requerides. Entre els mètodes d'utillatge secundaris es troben el trepanat, el desbarbat i el brunyit, el trepatge per tracció o el trepatge en ampolla. Finalment, hi ha un nou tipus de tecnologia de perforació per fer front a aquest problema: la perforació per vibració. Aquesta tecnologia trenca els encenalls mitjançant una petita vibració axial controlada de la broca. Els petits encenalls són eliminades fàcilment per les ranures de la broca.
S'utilitza un sistema de supervisió d'alta tecnologia per controlar la força, el parell, les vibracions i l'emissió acústica. La vibració es considera un defecte important en la perforació de forats profunds que sovint pot provocar el trencament de la broca. Se sol utilitzar un refrigerant especial per ajudar en aquest tipus de perforació.

#### Perforació amb pistola
El trepant de pistola es va desenvolupar originalment per perforar els canons de les armes i s'utilitza comunament per perforar forats profunds de menor diàmetre. La relació profunditat-diàmetre pot ser fins i tot superior a 300:1. La característica principal del trepant de canó és que les broques són autocentrants; això és el que permet fer forats tan profunds i precisos. Les broques utilitzen un moviment rotatori semblant al d'una broca helicoïdal; no obstant això, les broques estan dissenyades amb coixinets de suport que llisquen per la superfície del forat mantenint la broca centrada. El trepat amb pistola sol fer-se a altes velocitats i amb baixes taxes d'avenç.

#### Trepanat

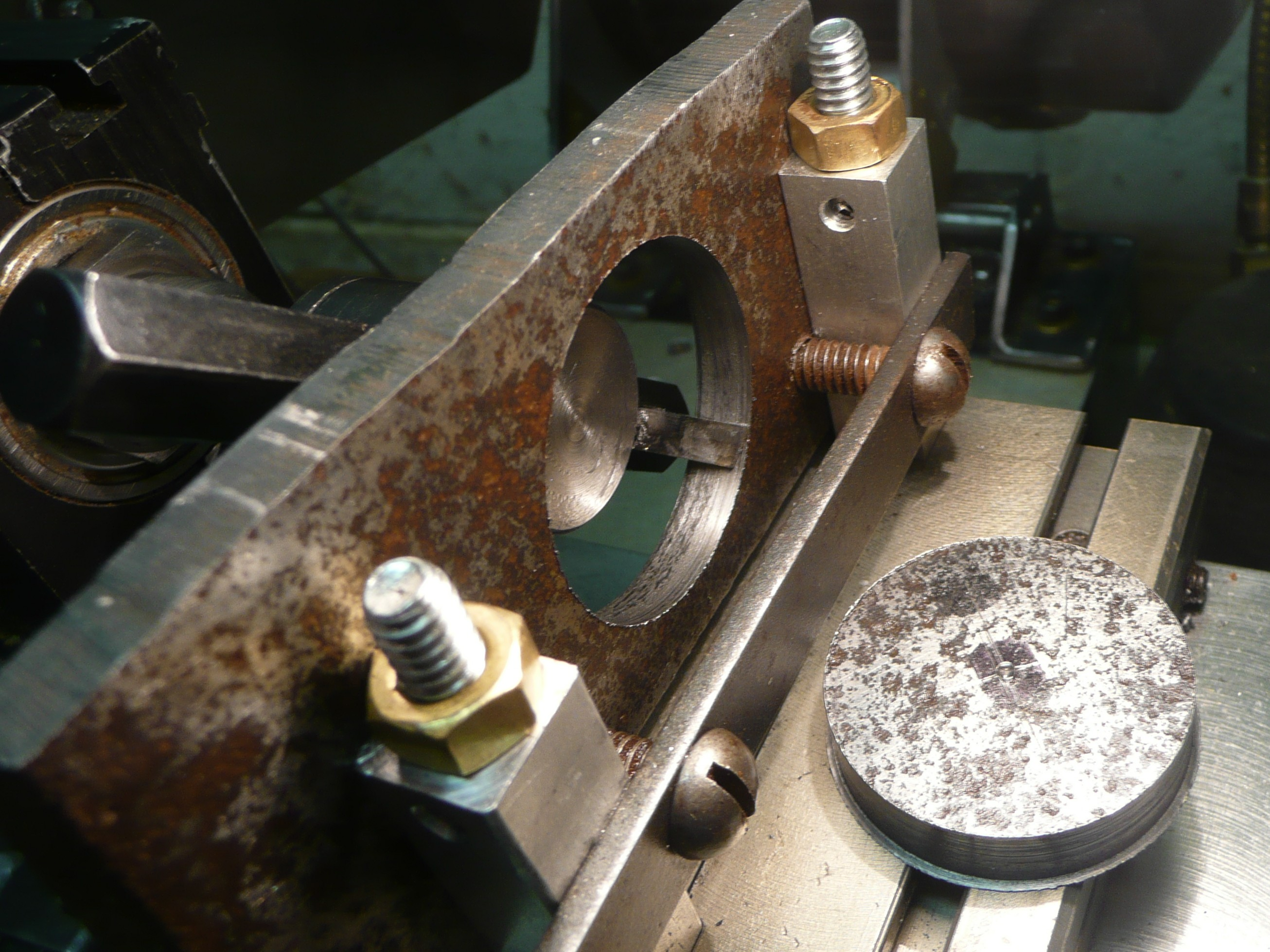
Forat enfilat en acer

El forat enfilat en placa d'acer, amb el tap retirat i l'eina que el va tallar; en aquest cas el portaeines està muntada en un capçal de torn mentre que la peça està muntada al carro lliscant.
El trepanat s'utilitza comunament per crear forats de major diàmetre (fins a 915 mm) on una broca estàndard no és factible o econòmica. El trepanat extreu el diàmetre desitjat tallant un disc sòlid similar al funcionament d'un compàs de dibuix. El trepanat es realitza en productes plans com xapa, granit (pedra arrissada), plaques o elements estructurals com bigues en I. El trepanat també pot ser útil per fer ranures per inserir segells, com les juntes tòriques.

### Microperforació
El microperforat es refereix a la perforació de forats inferiors a 0,5 mm. El foradat de forats d'aquest petit diàmetre presenta més problemes, ja que no es poden utilitzar broques alimentades amb refrigerant i calen altes velocitats de claveguera. Les altes velocitats dels fusos que superen les 10.000 RPM també requereixen l'ús de portaeines equilibrats.

### Perforació per vibració

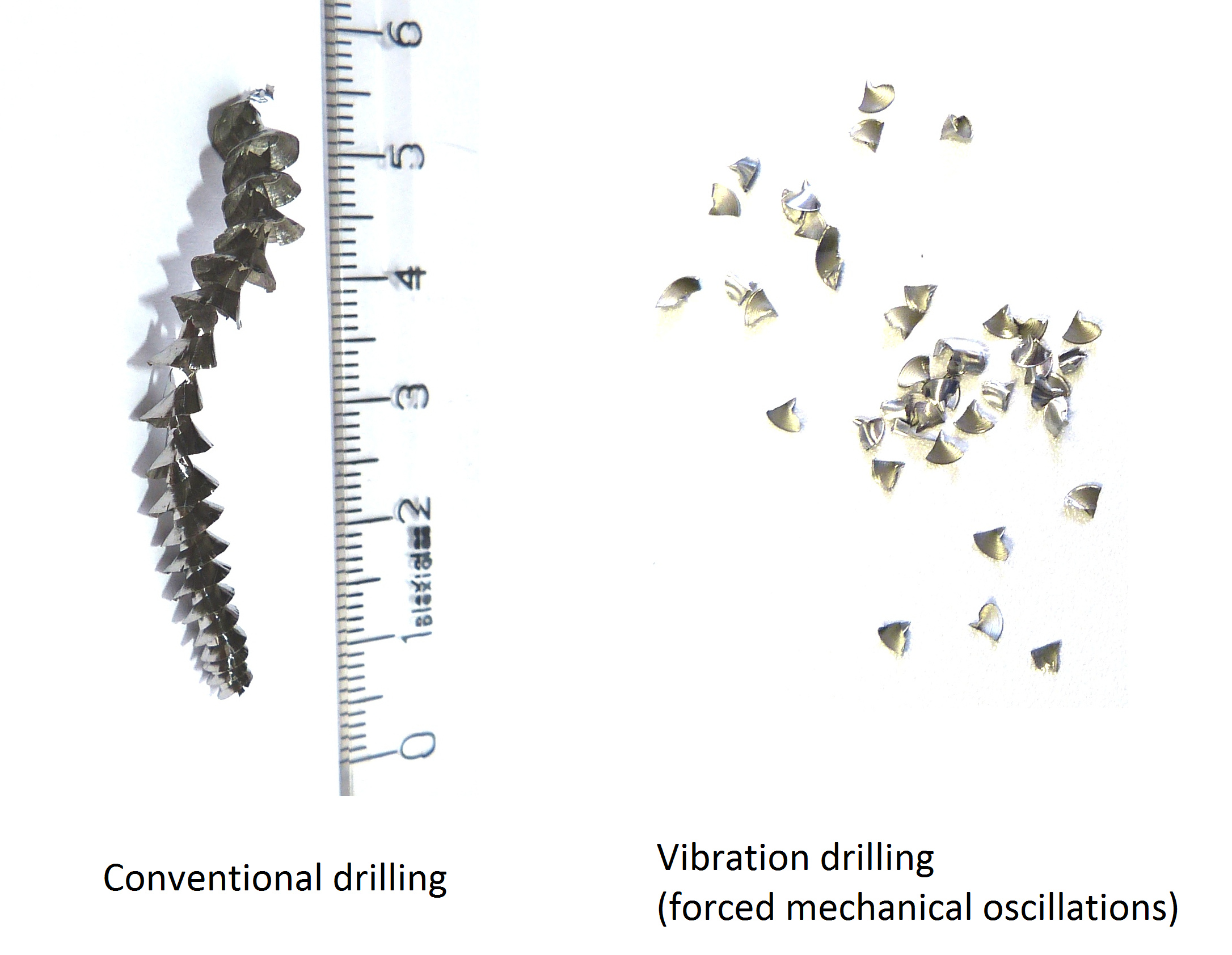
Fitxes de titani - trepat convencional vs trepat per vibració.

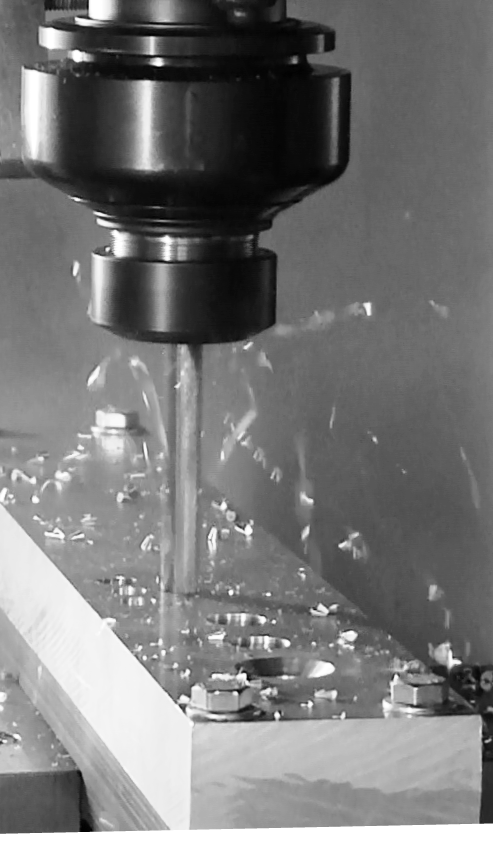
Perforació per vibració d'una pila multimaterial d'alumini-CFRP amb tecnologia MITIS.

Els primers estudis sobre el trepat per vibració van començar als anys 50 (Pr. V.N. Poduraev, Universitat Bauman de Moscou). El principi principal consisteix a generar vibracions o oscil·lacions axials, a més del moviment d'avanç de la broca, perquè les llimadures es trenquin i s'eliminin fàcilment de la zona de tall.
Hi ha dues tecnologies principals de trepatge per vibració: els sistemes de vibració autònoma i els sistemes de vibració forçada. La majoria de les tecnologies de perforació per vibració encara estan en fase de recerca. En el cas de la perforació per vibració automantinguda, s'utilitza la freqüència pròpia de l'eina per fer-la vibrar de forma natural durant el tall; les vibracions són automantingudes per un sistema de massa-moll inclòs al portaeines. Altres treballs utilitzen un sistema piezoelèctric per generar i controlar les vibracions. Aquests sistemes permeten altes freqüències de vibració (fins a 2 kHz) per a una magnitud petita (uns pocs micròmetres); són especialment adequats per perforar petits forats. Finalment, les vibracions poden ser generades per sistemes mecànics: la freqüència és causada per la combinació de la velocitat de rotació i el nombre d'oscil·lacions per rotació (unes quantes oscil·lacions per rotació), amb una magnitud d'aproximadament 0,1 mm.
Aquesta darrera tecnologia és totalment industrial (exemple: tecnologia SineHoling® de MITIS). El trepatge per vibració és la solució preferida en situacions com el trepatge de forats profunds, el trepatge de piles de materials múltiples (aeronàutica) i el trepatge en sec (sense lubricació). En general, proporciona més fiabilitat i més control de l'operació de perforació.

### Interpolació de cercles

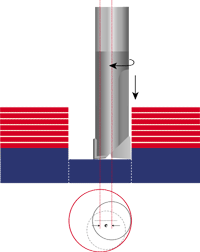
El principi de perforació orbital

El cercle interpolant, també conegut com a foradat orbital, és un procés de creació de forats mitjançant l'ús de màquines de tall.
El trepat orbital es basa en la rotació d'una eina de tall al voltant del seu propi eix i simultàniament al voltant d'un eix central que està desplaçat de l'eix de l'eina de tall. L'eina de tall es pot moure simultàniament en una direcció axial per perforar o mecanitzar un forat, i/o combinar-se amb un moviment lateral arbitrari per mecanitzar una obertura o cavitat.
Ajustant el desplaçament, es pot utilitzar una eina de tall d'un diàmetre específic per perforar forats de diferents diàmetres, com s'il·lustra. Això implica que l'inventari d'eines de tall es pot reduir substancialment.
El terme perforació orbital prové que l'eina de tall “orbita” al voltant del centre del forat. El desplaçament dinàmic forçat mecànicament al trepatge orbital té diversos avantatges en comparació del trepatge convencional que augmenta dràsticament la precisió del forat. La menor força d'empenta dona com a resultat un forat sense rebaves quan es forada en metalls. Quan es perfora a material compost s'elimina el problema del deslaminatge.

## Material

### Perforació en metall

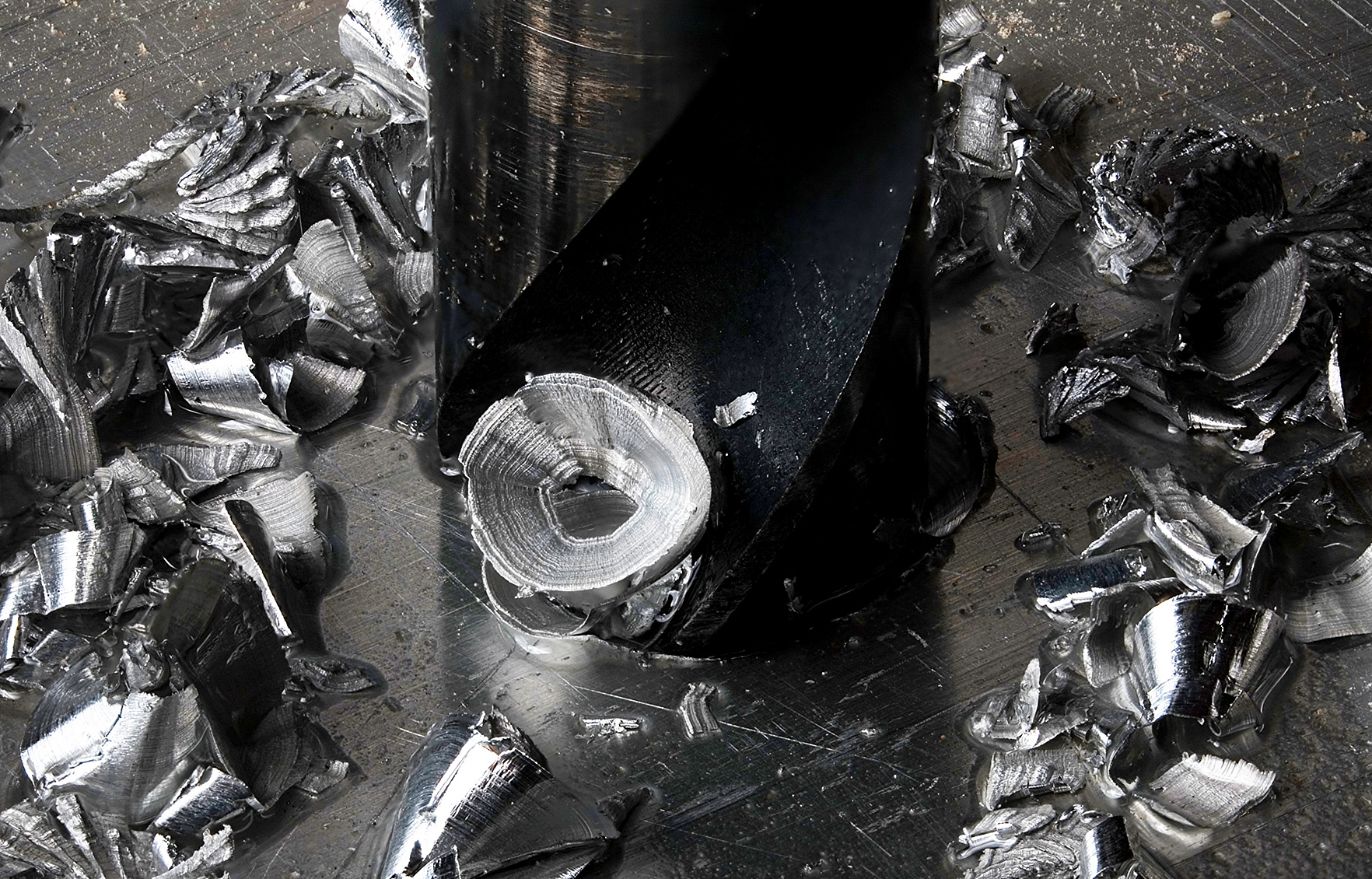
Broca helicoïdal d'acer d'alta velocitat perforant en alumini amb lubricant d'alcohol metílic

En l'ús normal, les llimadures són arrossegades cap amunt i lluny de la punta de la broca per l'estriat d'aquesta. Les vores de tall produeixen més encenalls que continuen el moviment de les llimadures cap a fora del forat. Això té èxit fins que els encenalls es compacten massa, ja sigui perquè els forats són més profunds del normal o perquè la broca no es retira prou del forat mentre es perfora. De vegades s'utilitza líquid de tall per alleujar aquest problema i perllongar la vida útil de l'eina mitjançant la refrigeració i la lubricació de la punta i el flux d'encenalls. El refrigerant es pot introduir a través d'orificis a la tija de la broca, cosa que és habitual quan s'utilitza una broca de pistola. Quan es talla alumini en particular, el fluid de tall ajuda a assegurar un forat suau i precís alhora que evita que el metall agafi la broca en el procés de perforació del forat. En tallar llautó, i altres metalls tous que poden agafar la broca i causar "xarlataneria", es pot esmolar una cara d'aproximadament 1-2 mil·límetres a la vora de tall per crear un angle obtús de 91 a 93 graus. Això evita el "xàter" durant el qual la broca esquinça el metall en lloc de tallar-lo. No obstant això, amb aquesta forma de la vora de tall de la broca, la broca està empenyent el metall, en lloc d'agafar-lo. Això crea una alta fricció i encenalls molt calents.

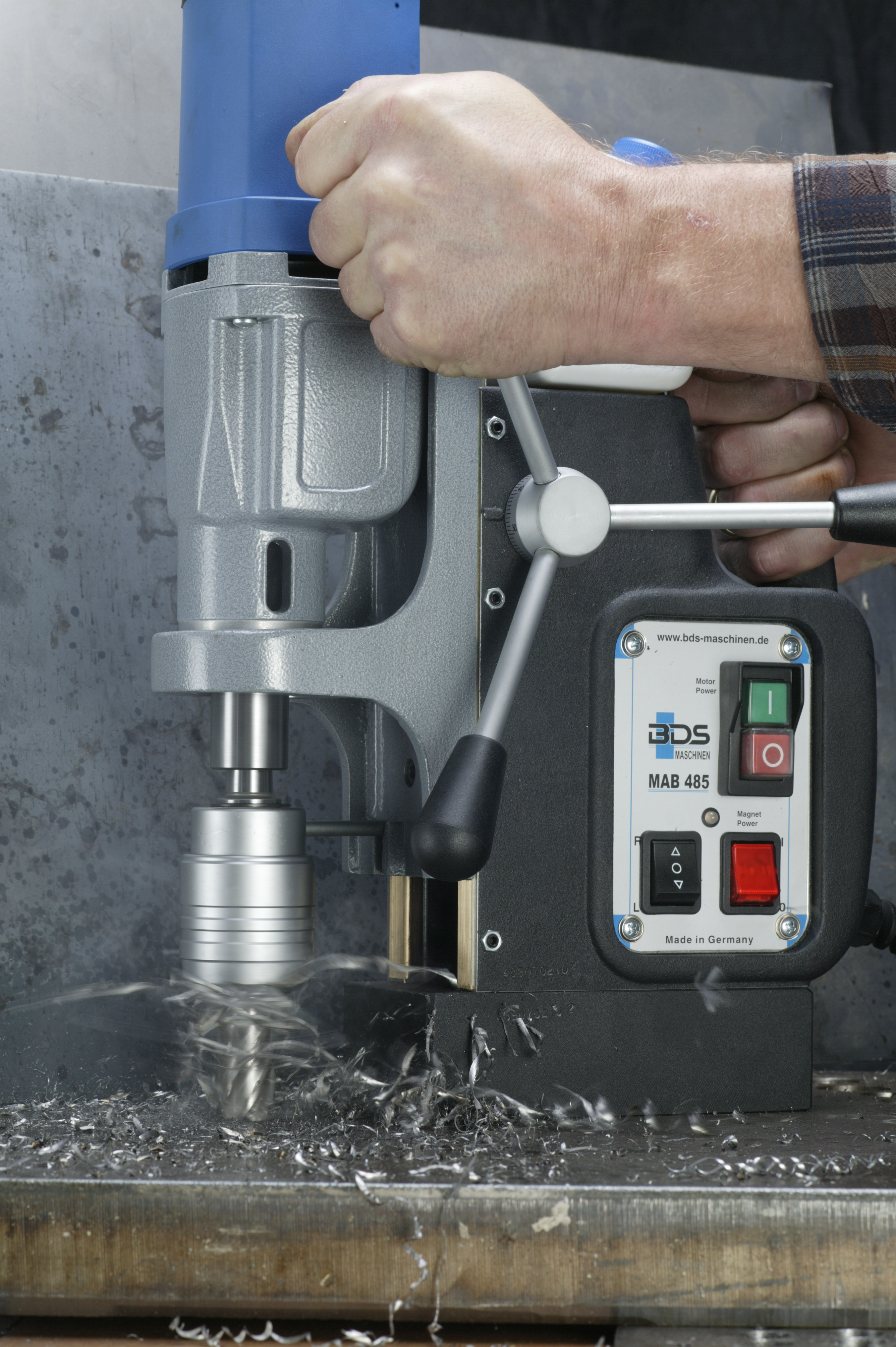
Màquina de perforació magnètica (fabricada per BDS Maschinen GmbH, Alemanya)

Per a avenços pesats i forats comparativament profunds, s'utilitzen broques d'oli a la broca, amb un lubricant que es bomba al capdavant de la broca a través d'un petit forat a la broca i que flueix al llarg de l'estriat. En la perforació de forats d'oli es pot utilitzar una disposició convencional de premsa de perforació, però és més comú veure-la a la maquinària de perforació automàtica en què és la peça la que gira en lloc de la broca.
Al control numèric per ordinador (CNC) màquina-eina s'utilitza un procés anomenat perforació de pic, o perforació de tall interromput, per evitar que els encenalls s'acumulin de forma perjudicial quan es perforen forats profunds (aproximadament quan la profunditat del forat és tres vegades més gran que el diàmetre de la broca). El trepat de bec consisteix a submergir la broca fins a una part de la peça, no més de cinc vegades el diàmetre de la broca, i després retreure-la fins a la superfície. Això es repeteix fins que el forat s'ha acabat. Una forma modificada d'aquest procés, anomenada perforació de pica-pica d'alta velocitat o trencament d'encenalls, només retreu lleugerament la broca. Aquest procés és més ràpid, però només es fa servir en forats moderadament llargs, ja que en cas contrari se sobreescalfa la broca. També s'utilitza quan es trepant material fibrós per trencar els encenalls.
Quan no és possible portar el material a la màquina СNС, es pot fer servir una màquina de perforació amb base magnètica. La base permet perforar en posició horitzontal i fins i tot al sostre. Normalment, per a aquestes màquines, és millor fer servir talladors perquè poden perforar molt més ràpid amb menys velocitat. Les mides de les maduixes varien de 12mm a 200mm de DIA i de 30mm a 200mm de DOC (profunditat de tall). Aquestes màquines s'utilitzen àmpliament en la construcció, la fabricació, la marina i les indústries del petroli i el gas. A la indústria del petroli i gas s'utilitzen màquines de perforació magnètica pneumàtica per evitar les espurnes, així com màquines de perforació magnètica de tubs especials que poden fixar-se en tubs de diferents mides, fins i tot a l'interior. Les trepants de xapa per a treballs pesants ofereixen solucions d'alta qualitat en la fabricació de construccions d'acer, construcció de ponts, drassanes i diversos camps del sector de la construcció.

### Perforar en fusta
Com que la fusta és més tova que la majoria dels metalls, perforar en fusta és considerablement més fàcil i ràpid que perforar en metall. No es fan servir ni es necessiten fluids de tall. El principal problema en trepar fusta és assegurar forats d'entrada i sortida nets i evitar que es cremin. Evitar que es cremi s'aconsegueix utilitzant broques afilades i una velocitat de tall adequada. Les broques poden arrencar encenalls de fusta al voltant de la part superior i inferior de l'orifici, cosa que no és desitjable en aplicacions de fusteria fina.
Les omnipresents broques helicoïdals utilitzades en el treball del metall també funcionen bé a la fusta, però tendeixen a estellar la fusta a l'entrada ia la sortida del forat. En alguns casos, com en els forats per a la fusteria, la qualitat del forat no importa, i existeixen diverses broques per al tall ràpid en fusta, incloent-hi les broques de pala i les broques d'aforador d'autoalimentació. S'han desenvolupat molts tipus de broques especialitzades per perforar forats nets a la fusta, com les broques de punta d'espiga, les broques Forstner i les serres de perforació. L'estellat a la sortida es pot minimitzar utilitzant un tros de fusta com a respatller darrere de la peça de treball, i la mateixa tècnica s'utilitza de vegades per mantenir neta l'entrada del forat.
Els forats són més fàcils d'iniciar a la fusta, ja que la broca es pot col·locar amb precisió empenyent-la a la fusta i creant un forat. Així, la broca tindrà poca tendència a desviar-se.

### Altres
Alguns materials com el plàstic així com altres no metàl·lics i alguns metalls tenen tendència a escalfar-se prou per a expandir-se fent el forat més petit del desitjat.